# Ducado de Sessa
El ducado de Sessa es un título nobiliario español, originalmente del Reino de Nápoles.  
Fue instituido en 1373 por la reina Juana I de  Nápoles, reintegrado al reino en 1462 por Ferrante I, concedido brevemente en 1495 por Carlos VIII de Francia y Fernando II de Nápoles durante la primera guerra italiana, y definitivamente en 1507 por Fernando el Católico en favor del Gran Capitán Gonzalo Fernández de Córdoba.

## Denominación
Su nombre se refiere al municipio italiano de Sessa Aurunca, en la actual provincia de Caserta, su denominación en italiano es duca di Sessa.

## Lista de duques de Sessa

### Origen napolitano
En 1363 la reina Juana I de Nápoles concedio al duque de Andria Francesco del Balzo la posesión de Sessa, aunque sin título ducal.  Cuando diez años después Del Balzo se rebeló contra la corona, la reina vendió Sessa al conde de Squillace Tommaso Marzano y la erigió en ducado por vez primera.
|     | Titular                  | Periodo   | Notas |
| --- | ------------------------ | --------- | --- |
| i   | Tommaso Marzano          | 1373-1383 | Compró Sessa a la reina por 25,000 ducados. |
| ii  | Jacopo Marzano           | 1383-1404 | Sobrino del anterior, que había muerto sin hijos. |
| iii | Giovanni Antonio Marzano | 1404-1453 | Hijo del anterior. Alfonso I le concedió el mero et mixto imperio en 1442, como a todos los barones del reino. |
| iv  | Marino Marzano           | 1453-1462 | Hijo del anterior. Por su participación en la conjura de los barones, en 1460 Ferrante I confirió el ducado a su yerno Antonio Piccolomini, sobrino de Pío II, pero Marzano siguió manteniendo el feudo de facto. En 1462 Marzano fue hecho preso, pero Sessa volvió al dominio demanial. |

### La invasión francesa
En 1494 Carlos VIII de Francia alegó los derechos que por su ascendencia genealógica le correspondían para ocupar militarmente el Reino de Nápoles, dando comienzo a la primera guerra italiana.  Ante el avance de las tropas francesas, en 1495 el rey Alfonso II de Nápoles abdicó en favor de su hijo Fernando II, que debió exiliarse a Ischia dejando el reino a los franceses.
|   | Titular                | Periodo   | Notas                                                                            |
| - | ---------------------- | --------- | -------------------------------------------------------------------------------- |
| i | Gilbert de Montpensier | 1495-1496 | El rey Carlos VIII nombró a Montpensier virrey de Nápoles y archiduque de Sessa. |

### Reconquista napolitana
El mismo año 1495 la Santa Liga formada por Milán, Venecia, el Sacro Imperio Romano Germánico, España y los Estados Pontificios consiguió expulsar a los franceses de Italia, y Fernando II de Nápoles recuperó el trono. 
|    | Titular                  | Periodo   | Notas |
| -- | ------------------------ | --------- | --- |
| i  | Juan de Borja y Cattanei | 1495-1497 | Hijo del papa Alejandro VI. |
| ii | Juan de Borja y Enríquez | 1497-1506 | Hijo del anterior, tenía tres años cuando su padre murió. Su madre María Enríquez vendió el ducado a Fernando II de Aragón en 1506. |

### Periodo español
En 1500 Luis XII de Francia y Fernando II de Aragón firmaron el Tratado de Granada mediante el cual ambos acordaron derrocar a Federico I de Nápoles y repartirse su reino.  El año siguiente el reparto desembocó en la guerra de Nápoles (1501-1504) que terminó con la victoria de las armas españolas.  Nápoles quedó en poder de la Corona de Aragón.
|       | Titular                                                | Periodo             | Notas |
| ----- | ------------------------------------------------------ | ------------------- | --- |
| i     | Gonzalo Fernández de Córdoba                           | 1507-1515           | Por concesión de Fernando II de Aragón. Fue también duque de Santangelo, Terranova, Andría y Montalto. Casado con María Manrique de Lara. |
| ii    | Elvira Fernández de Córdoba                            | 1515-1524           | Hija del anterior, casada con el conde de Cabra Luis Fernández de Córdoba.                                                                |
| iii   | Gonzalo Fernández de Córdoba                           | 1524-1578           | Hijo de la anterior. Casado con María Sarmiento, sin descendencia.                                                                        |
| iv    | Francisca Fernández de Córdoba                         | 1578-1597           | Hermana del anterior. Casada con Alonso de Zúñiga, sin descendencia.                                                                      |
| v     | Antonio Fernández de Córdoba y Cardona                 | 1597-1606           | Sobrino de la anterior, hijo de su hermana Beatriz. Casado con Juana Fernández de Córdoba y Aragón.                                       |
| vi    | Luis Fernández de Córdoba y Aragón                     | 1606-1642           | Hijo del anterior. Casado con Mariana de Rojas.                                                                                           |
| vii   | Antonio Fernández de Córdoba y Rojas                   | 1642-1659           | Hijo del anterior. |
| viii  | Francisco Fernández de Córdoba y Pimentel              | 1659-1688           | |
| ix    | Félix Fernández de Córdoba y Cardona                   | 1688-1709           | En 1707, durante la guerra de sucesión española, las tropas austriacas conquistaron Nápoles.                                              |
| x     | Francisco Fernández de Córdoba y Aragón                | 1709-1750           | El Tratado de Utrecht de 1713 oficializó el dominio austriaco sobre Nápoles.                                                              |
| xi    | Ventura Francisca Fernández de Córdoba y Aragón        | 1750-1768           | |
| xii   | Ventura Osorio de Moscoso y Fernández de Córdoba       | 1768-1776           | |
| xiii  | Vicente Joaquín Osorio de Moscoso y Guzmán             | 1783-1816           | |
| xiv   | Vicente Isabel Osorio de Moscoso y Álvarez de Toledo   | 1816-1837           | |
| xv    | Vicente Pío Osorio de Moscoso y Ponce de León          | 1837-1864           | |
| xvi   | José María Osorio de Moscoso y Carvajal                | 1864-1881           | |
| xvii  | Francisco de Asís Osorio de Moscoso y Borbón           | 1881-1924           | |
| xviii | Francisco Osorio de Moscoso y Jordán de Urríes         | 1924-1952           | |
| xix   | María del Perpetuo Socorro Osorio de Moscoso y Reynoso | 1952-1955           | |
| xx    | Leopoldo Barón y Osorio de Moscoso                     | 1955-1974           | |
| xxi   | Gonzalo Barón y Gavito                                 | 1974-actual titular | Los últimos titulares han mantenido residencia en México.                                                                                 |

## Árbol genealógico
|  |  |  |  |                                                              |                                                              |                                                              |                                                              |                                                              |                                                              | Gonzálo Fernández de Córdoba, i duque de Sessa, i duque de Montalto (1453–1515) |  |                                                              |                                                              |                                                              |                                                              |                                                              |                                                              |  |  |                                                                                              |                                               |                                               |                                               |                                               |                                               |  |  |  |  |  |  |  |  |  |  |  |  |  |  |  |  |
|  |  |  |  |                                                              |                                                              |                                                              |                                                              |                                                              |                                                              |                                                                                 |  |                                                              |                                                              |                                                              |                                                              |                                                              |                                                              |  |  |                                                                                              |                                               |                                               |                                               |                                               |                                               |  |  |  |  |  |  |  |  |  |  |  |  |  |  |  |  |
|  |  |  |  |                                                              |                                                              |                                                              |                                                              |                                                              |                                                              | Elvira Fernández de Córdoba, condesa de Cabra, ii duquesa de Sessa († 1524)     |  |                                                              |                                                              |                                                              |                                                              |                                                              |                                                              |  |  |                                                                                              |                                               |                                               |                                               |                                               |                                               |  |  |  |  |  |  |  |  |  |  |  |  |  |  |  |  |
|  |  |  |  |                                                              |                                                              |                                                              |                                                              |                                                              |                                                              |                                                                                 |  |                                                              |                                                              |                                                              |                                                              |                                                              |                                                              |  |  |                                                                                              |                                               |                                               |                                               |                                               |                                               |  |  |  |  |  |  |  |  |  |  |  |  |  |  |  |  |
|  |  |  |  |                                                              |                                                              |                                                              |                                                              |                                                              |                                                              |                                                                                 |  |                                                              |                                                              |                                                              |                                                              |                                                              |                                                              |  |  |                                                                                              |                                               |                                               |                                               |                                               |                                               |  |  |  |  |  |  |  |  |  |  |  |  |  |  |  |  |
|  |  |  |  | Gonzalo Fernández de Córdoba, iii duque de Sessa (1520-1578) | Gonzalo Fernández de Córdoba, iii duque de Sessa (1520-1578) | Gonzalo Fernández de Córdoba, iii duque de Sessa (1520-1578) | Gonzalo Fernández de Córdoba, iii duque de Sessa (1520-1578) | Gonzalo Fernández de Córdoba, iii duque de Sessa (1520-1578) | Gonzalo Fernández de Córdoba, iii duque de Sessa (1520-1578) |                                                                                 |  | Francisca Fernández de Córdoba, iv duquesa de Sessa († 1565) | Francisca Fernández de Córdoba, iv duquesa de Sessa († 1565) | Francisca Fernández de Córdoba, iv duquesa de Sessa († 1565) | Francisca Fernández de Córdoba, iv duquesa de Sessa († 1565) | Francisca Fernández de Córdoba, iv duquesa de Sessa († 1565) | Francisca Fernández de Córdoba, iv duquesa de Sessa († 1565) |  |  | Beatriz de Figueroa, duquesa de Soma († 1553)                                                | Beatriz de Figueroa, duquesa de Soma († 1553) | Beatriz de Figueroa, duquesa de Soma († 1553) | Beatriz de Figueroa, duquesa de Soma († 1553) | Beatriz de Figueroa, duquesa de Soma († 1553) | Beatriz de Figueroa, duquesa de Soma († 1553) |  |  |  |  |  |  |  |  |  |  |  |  |  |  |  |  |
|  |  |  |  | Gonzalo Fernández de Córdoba, iii duque de Sessa (1520-1578) | Gonzalo Fernández de Córdoba, iii duque de Sessa (1520-1578) | Gonzalo Fernández de Córdoba, iii duque de Sessa (1520-1578) | Gonzalo Fernández de Córdoba, iii duque de Sessa (1520-1578) | Gonzalo Fernández de Córdoba, iii duque de Sessa (1520-1578) | Gonzalo Fernández de Córdoba, iii duque de Sessa (1520-1578) |                                                                                 |  | Francisca Fernández de Córdoba, iv duquesa de Sessa († 1565) | Francisca Fernández de Córdoba, iv duquesa de Sessa († 1565) | Francisca Fernández de Córdoba, iv duquesa de Sessa († 1565) | Francisca Fernández de Córdoba, iv duquesa de Sessa († 1565) | Francisca Fernández de Córdoba, iv duquesa de Sessa († 1565) | Francisca Fernández de Córdoba, iv duquesa de Sessa († 1565) |  |  | Beatriz de Figueroa, duquesa de Soma († 1553)                                                | Beatriz de Figueroa, duquesa de Soma († 1553) | Beatriz de Figueroa, duquesa de Soma († 1553) | Beatriz de Figueroa, duquesa de Soma († 1553) | Beatriz de Figueroa, duquesa de Soma († 1553) | Beatriz de Figueroa, duquesa de Soma († 1553) |  |  |  |  |  |  |  |  |  |  |  |  |  |  |  |  |
|  |  |  |  |                                                              |                                                              |                                                              |                                                              |                                                              |                                                              |                                                                                 |  |                                                              |                                                              |                                                              |                                                              |                                                              |                                                              |  |  | Antonio Fernández de Córdoba, v duque de Sessa (1550-1606)                                   |                                               |                                               |                                               |                                               |                                               |  |  |  |  |  |  |  |  |  |  |  |  |  |  |  |  |
|  |  |  |  |                                                              |                                                              |                                                              |                                                              |                                                              |                                                              |                                                                                 |  |                                                              |                                                              |                                                              |                                                              |                                                              |                                                              |  |  |                                                                                              |                                               |                                               |                                               |                                               |                                               |  |  |  |  |  |  |  |  |  |  |  |  |  |  |  |  |
|  |  |  |  |                                                              |                                                              |                                                              |                                                              |                                                              |                                                              |                                                                                 |  |                                                              |                                                              |                                                              |                                                              |                                                              |                                                              |  |  | Luis Fernández de Córdoba, vi duque de Sessa (1582-1642)                                     |                                               |                                               |                                               |                                               |                                               |  |  |  |  |  |  |  |  |  |  |  |  |  |  |  |  |
|  |  |  |  |                                                              |                                                              |                                                              |                                                              |                                                              |                                                              |                                                                                 |  |                                                              |                                                              |                                                              |                                                              |                                                              |                                                              |  |  |                                                                                              |                                               |                                               |                                               |                                               |                                               |  |  |  |  |  |  |  |  |  |  |  |  |  |  |  |  |
|  |  |  |  |                                                              |                                                              |                                                              |                                                              |                                                              |                                                              |                                                                                 |  |                                                              |                                                              |                                                              |                                                              |                                                              |                                                              |  |  | Antonio Fernández de Córdoba, vii duque de Sessa (1600-1659)                                 |                                               |                                               |                                               |                                               |                                               |  |  |  |  |  |  |  |  |  |  |  |  |  |  |  |  |
|  |  |  |  |                                                              |                                                              |                                                              |                                                              |                                                              |                                                              |                                                                                 |  |                                                              |                                                              |                                                              |                                                              |                                                              |                                                              |  |  |                                                                                              |                                               |                                               |                                               |                                               |                                               |  |  |  |  |  |  |  |  |  |  |  |  |  |  |  |  |
|  |  |  |  |                                                              |                                                              |                                                              |                                                              |                                                              |                                                              |                                                                                 |  |                                                              |                                                              |                                                              |                                                              |                                                              |                                                              |  |  | Francisco Fernández de Córdoba, viii duque de Sessa (1626-1688)                              |                                               |                                               |                                               |                                               |                                               |  |  |  |  |  |  |  |  |  |  |  |  |  |  |  |  |
|  |  |  |  |                                                              |                                                              |                                                              |                                                              |                                                              |                                                              |                                                                                 |  |                                                              |                                                              |                                                              |                                                              |                                                              |                                                              |  |  |                                                                                              |                                               |                                               |                                               |                                               |                                               |  |  |  |  |  |  |  |  |  |  |  |  |  |  |  |  |
|  |  |  |  |                                                              |                                                              |                                                              |                                                              |                                                              |                                                              |                                                                                 |  |                                                              |                                                              |                                                              |                                                              |                                                              |                                                              |  |  | Félix Fernández de Córdoba, ix duque de Sessa (1654-1709)                                    |                                               |                                               |                                               |                                               |                                               |  |  |  |  |  |  |  |  |  |  |  |  |  |  |  |  |
|  |  |  |  |                                                              |                                                              |                                                              |                                                              |                                                              |                                                              |                                                                                 |  |                                                              |                                                              |                                                              |                                                              |                                                              |                                                              |  |  |                                                                                              |                                               |                                               |                                               |                                               |                                               |  |  |  |  |  |  |  |  |  |  |  |  |  |  |  |  |
|  |  |  |  |                                                              |                                                              |                                                              |                                                              |                                                              |                                                              |                                                                                 |  |                                                              |                                                              |                                                              |                                                              |                                                              |                                                              |  |  | Francisco Javier Fernández de Córdoba, x duque de Sessa (1687-1750)                          |                                               |                                               |                                               |                                               |                                               |  |  |  |  |  |  |  |  |  |  |  |  |  |  |  |  |
|  |  |  |  |                                                              |                                                              |                                                              |                                                              |                                                              |                                                              |                                                                                 |  |                                                              |                                                              |                                                              |                                                              |                                                              |                                                              |  |  |                                                                                              |                                               |                                               |                                               |                                               |                                               |  |  |  |  |  |  |  |  |  |  |  |  |  |  |  |  |
|  |  |  |  |                                                              |                                                              |                                                              |                                                              |                                                              |                                                              |                                                                                 |  |                                                              |                                                              |                                                              |                                                              |                                                              |                                                              |  |  | Ventura Francisca Fernández de Córdoba, condesa de Altamira, xi duquesa de Sessa (1712-1768) |                                               |                                               |                                               |                                               |                                               |  |  |  |  |  |  |  |  |  |  |  |  |  |  |  |  |
|  |  |  |  |                                                              |                                                              |                                                              |                                                              |                                                              |                                                              |                                                                                 |  |                                                              |                                                              |                                                              |                                                              |                                                              |                                                              |  |  |                                                                                              |                                               |                                               |                                               |                                               |                                               |  |  |  |  |  |  |  |  |  |  |  |  |  |  |  |  |
|  |  |  |  |                                                              |                                                              |                                                              |                                                              |                                                              |                                                              |                                                                                 |  |                                                              |                                                              |                                                              |                                                              |                                                              |                                                              |  |  | Ventura Osorio de Moscoso, xi conde de Altamira, xii duque de Sessa (n. 1713)                |                                               |                                               |                                               |                                               |                                               |  |  |  |  |  |  |  |  |  |  |  |  |  |  |  |  |
|  |  |  |  |                                                              |                                                              |                                                              |                                                              |                                                              |                                                              |                                                                                 |  |                                                              |                                                              |                                                              |                                                              |                                                              |                                                              |  |  |                                                                                              |                                               |                                               |                                               |                                               |                                               |  |  |  |  |  |  |  |  |  |  |  |  |  |  |  |  |
|  |  |  |  |                                                              |                                                              |                                                              |                                                              |                                                              |                                                              |                                                                                 |  |                                                              |                                                              |                                                              |                                                              |                                                              |                                                              |  |  | Vicente Osorio de Moscoso, XII conde de Altamira, xiii duque de Sessa (1756-1816)            |                                               |                                               |                                               |                                               |                                               |  |  |  |  |  |  |  |  |  |  |  |  |  |  |  |  |
|  |  |  |  |                                                              |                                                              |                                                              |                                                              |                                                              |                                                              |                                                                                 |  |                                                              |                                                              |                                                              |                                                              |                                                              |                                                              |  |  |                                                                                              |                                               |                                               |                                               |                                               |                                               |  |  |  |  |  |  |  |  |  |  |  |  |  |  |  |  |
|  |  |  |  |                                                              |                                                              |                                                              |                                                              |                                                              |                                                              |                                                                                 |  |                                                              |                                                              |                                                              |                                                              |                                                              |                                                              |  |  | Vicente Osorio de Moscoso, xiii conde de Altamira, xiv duque de Sessa (1777-1837)            |                                               |                                               |                                               |                                               |                                               |  |  |  |  |  |  |  |  |  |  |  |  |  |  |  |  |
|  |  |  |  |                                                              |                                                              |                                                              |                                                              |                                                              |                                                              |                                                                                 |  |                                                              |                                                              |                                                              |                                                              |                                                              |                                                              |  |  |                                                                                              |                                               |                                               |                                               |                                               |                                               |  |  |  |  |  |  |  |  |  |  |  |  |  |  |  |  |
|  |  |  |  |                                                              |                                                              |                                                              |                                                              |                                                              |                                                              |                                                                                 |  |                                                              |                                                              |                                                              |                                                              |                                                              |                                                              |  |  | Vicente Osorio de Moscoso, xiv conde de Altamira, xv duque de Sessa (1801-1864)              |                                               |                                               |                                               |                                               |                                               |  |  |  |  |  |  |  |  |  |  |  |  |  |  |  |  |
|  |  |  |  |                                                              |                                                              |                                                              |                                                              |                                                              |                                                              |                                                                                 |  |                                                              |                                                              |                                                              |                                                              |                                                              |                                                              |  |  |                                                                                              |                                               |                                               |                                               |                                               |                                               |  |  |  |  |  |  |  |  |  |  |  |  |  |  |  |  |
|  |  |  |  |                                                              |                                                              |                                                              |                                                              |                                                              |                                                              |                                                                                 |  |                                                              |                                                              |                                                              |                                                              |                                                              |                                                              |  |  | José María Osorio de Moscoso, xv conde de Altamira, xvi duque de Sessa (1828-1881)           |                                               |                                               |                                               |                                               |                                               |  |  |  |  |  |  |  |  |  |  |  |  |  |  |  |  |
|  |  |  |  |                                                              |                                                              |                                                              |                                                              |                                                              |                                                              |                                                                                 |  |                                                              |                                                              |                                                              |                                                              |                                                              |                                                              |  |  |                                                                                              |                                               |                                               |                                               |                                               |                                               |  |  |  |  |  |  |  |  |  |  |  |  |  |  |  |  |
|  |  |  |  |                                                              |                                                              |                                                              |                                                              |                                                              |                                                              |                                                                                 |  |                                                              |                                                              |                                                              |                                                              |                                                              |                                                              |  |  | Francisco de Asís Osorio de Moscoso, xvi conde de Altamira, xvii duque de Sessa (1847-1924)  |                                               |                                               |                                               |                                               |                                               |  |  |  |  |  |  |  |  |  |  |  |  |  |  |  |  |
|  |  |  |  |                                                              |                                                              |                                                              |                                                              |                                                              |                                                              |                                                                                 |  |                                                              |                                                              |                                                              |                                                              |                                                              |                                                              |  |  |                                                                                              |                                               |                                               |                                               |                                               |                                               |  |  |  |  |  |  |  |  |  |  |  |  |  |  |  |  |
|  |  |  |  |                                                              |                                                              |                                                              |                                                              |                                                              |                                                              |                                                                                 |  |                                                              |                                                              |                                                              |                                                              |                                                              |                                                              |  |  | Francisco Osorio de Moscoso y Jordán de Urríes, xviii duque de Sessa (1924-1952)             |                                               |                                               |                                               |                                               |                                               |  |  |  |  |  |  |  |  |  |  |  |  |  |  |  |  |
|  |  |  |  |                                                              |                                                              |                                                              |                                                              |                                                              |                                                              |                                                                                 |  |                                                              |                                                              |                                                              |                                                              |                                                              |                                                              |  |  |                                                                                              |                                               |                                               |                                               |                                               |                                               |  |  |  |  |  |  |  |  |  |  |  |  |  |  |  |  |
|  |  |  |  |                                                              |                                                              |                                                              |                                                              |                                                              |                                                              |                                                                                 |  |                                                              |                                                              |                                                              |                                                              |                                                              |                                                              |  |  | María del Perpetuo Socorro Osorio de Moscoso y Reynoso, xix duque de Sessa (1952-1955)       |                                               |                                               |                                               |                                               |                                               |  |  |  |  |  |  |  |  |  |  |  |  |  |  |  |  |
|  |  |  |  |                                                              |                                                              |                                                              |                                                              |                                                              |                                                              |                                                                                 |  |                                                              |                                                              |                                                              |                                                              |                                                              |                                                              |  |  |                                                                                              |                                               |                                               |                                               |                                               |                                               |  |  |  |  |  |  |  |  |  |  |  |  |  |  |  |  |
|  |  |  |  |                                                              |                                                              |                                                              |                                                              |                                                              |                                                              |                                                                                 |  |                                                              |                                                              |                                                              |                                                              |                                                              |                                                              |  |  | Leopoldo Barón y Osorio de Moscoso, xx duque de Sessa (1955-1974)                            |                                               |                                               |                                               |                                               |                                               |  |  |  |  |  |  |  |  |  |  |  |  |  |  |  |  |
|  |  |  |  |                                                              |                                                              |                                                              |                                                              |                                                              |                                                              |                                                                                 |  |                                                              |                                                              |                                                              |                                                              |                                                              |                                                              |  |  |                                                                                              |                                               |                                               |                                               |                                               |                                               |  |  |  |  |  |  |  |  |  |  |  |  |  |  |  |  |
|  |  |  |  |                                                              |                                                              |                                                              |                                                              |                                                              |                                                              |                                                                                 |  |                                                              |                                                              |                                                              |                                                              |                                                              |                                                              |  |  | Gonzalo Barón y Gavito, xxi duque de Sessa (1974-actual titular)                             |                                               |                                               |                                               |                                               |                                               |  |  |  |  |  |  |  |  |  |  |  |  |  |  |  |  |